# 8 (Theaterstück)
8 ist ein Theaterstück, das Ausschnitte aus dem Gerichtsverfahren Perry v. Schwarzenegger darstellt. In diesem Verfahren wurde Proposition 8 – ein Verfassungszusatz, der gleichgeschlechtliche Ehen im US-Bundesstaat Kalifornien verboten hatte – für verfassungswidrig erklärt.
Das Stück wurde von Dustin Lance Black auf Basis der Gerichtsprotokolle geschrieben, nachdem der Oberste Gerichtshof der Vereinigten Staaten entschieden hatte, dass Videoaufnahmen des Gerichtsverfahrens nicht gesendet werden dürfen. Die Premiere war am 19. September 2011 in New York City am Broadway.

## Hintergrund
Im Mai 2008 entschied der Oberste Gerichtshof Kaliforniens, dass das zu dem Zeitpunkt bestehende gesetzliche Verbot der gleichgeschlechtlichen Ehe gegen die kalifornische Verfassung verstoße.
Im November 2008 kam es zu einem Referendum über die von Gegnern der gleichgeschlechtlichen Ehe eingebrachte Proposition 8, die ein Verbot der gleichgeschlechtlichen Ehe in der kalifornischen Verfassung verankern sollte. Das Referendum fand eine Mehrheit, so dass die Verfassungsänderung unmittelbar in Kraft trat. Am 26. Mai 2009 entschied der Oberste Gerichtshof Kaliforniens, dass dieses Referendum gemäß der kalifornischen Verfassung zulässig war.
Bereits vier Tage zuvor, am 22. Mai 2009, hatte die kurz zuvor neu gegründete Organisation American Foundation for Equal Rights (AFER) im Namen zweier gleichgeschlechtlicher Paare Klage vor dem Bundesbezirksgericht in Nordkalifornien eingereicht, um zu prüfen, ob Proposition 8 mit der Verfassung der Vereinigten Staaten vereinbar sei. Die Paare wurden von den Anwälten David Boies und Theodore Olson vertreten, die im Fall Bush v. Gore, der die US-Präsidentschaftswahl im Jahr 2000 entschied, gegeneinander angetreten waren.
Richter Vaughn Walker entschied am 4. August 2010, dass Proposition 8 gegen den 14. Zusatzartikel zur Verfassung der Vereinigten Staaten verstößt. Die Entscheidung wurde während der folgenden Revisionen (vgl. Hollingsworth v. Perry) zunächst ausgesetzt und trat am 28. Juni 2013 in Kraft.

## Inhalt
Den inhaltlichen Rahmen des Theaterstücks bilden die Plädoyers von Anklage und Verteidigung am letzten Verhandlungstag des Verfahrens Perry v. Schwarzenegger. An mehreren Stellen, an denen die Plädoyers sich auf die Aussage eines Zeugen beziehen, werden Ausschnitte aus der Zeugenvernehmung in einer Rückblende dargestellt. Zwischendurch enthält das Stück zudem Szenen abseits der Gerichtsverhandlung, darunter mehrere Gespräche der Klägerinnen Kris Perry und Sandra Stier mit ihren Söhnen, zwei Fernseh-Werbespots für Proposition 8 sowie ein Streitgespräch zwischen Maggie Gallagher, die sich als Präsidentin der National Organization for Marriage für Proposition 8 einsetzte, und Evan Wolfson, der als Gründer der Organisation Freedom to Marry gegen Proposition 8 eintrat.
Im Stück treten fünf Zeugen der Anklage auf:
Die erste ist Nancy Cott, Geschichtsprofessorin an der Harvard University. Ihre Aussage erläutert die Geschichte des Begriffs „Ehe“ und seine historische Bedeutung. Der nächste Zeuge ist Ilan Mayer, Associate Professor für Sozialmedizin an der Columbia University. Er sagt aus, dass gleichgeschlechtliche Partnerschaften nicht als gleichwertig zur Ehe angesehen werden und daher eine Stigmatisierung bewirken.
Der dritte Zeuge, Ryan Kendall, ist homosexuell und wurde von seinen Eltern deswegen gezwungen, eine Konversionstherapie zu besuchen. Er berichtet von den psychischen Auswirkungen und erzählt, dass es seiner Erfahrung nach nicht gelingt, die sexuelle Orientierung dadurch zu verändern. Gregory Herek, Psychologieprofessor an der University of California, Davis, bestätigt in seiner Aussage, dass die sexuelle Orientierung eines Menschen unveränderlich und nicht frei wählbar ist.
Der fünfte Zeuge ist Gary Segura, Professor für Politikwissenschaft an der Stanford University, der aussagt, dass der politische Einfluss von Schwulen und Lesben gering ist. Die Kläger wollten damit belegen, dass Homosexuelle eine besonders von Diskriminierung gefährdete Minderheit sind und dass daher ein Gesetz, welches ihnen Rechte nimmt, einer besonders strengen Prüfung unterzogen werden muss.
Anschließend treten zwei Zeugen auf, die der Verteidigung nahestehen. Der erste von ihnen ist William Tam, ein Mitinitiator der Proposition 8. Er behauptete vor dem Referendum, dass nach der gleichgeschlechtlichen Ehe auch Inzest und Polygamie legalisiert würden. Vor Gericht sagte er aus, dass dies in den Niederlanden schon geschehen sei – er habe das „im Internet“ gelesen.
Schließlich tritt David Blankenhorn auf, Gründer und Präsident des Think Tanks Institute for American Values. Er sagt zunächst aus, dass es für Kinder wichtig sei, dass ihre biologischen Eltern durch die Ehe zugleich ihre rechtlichen Eltern sind, und dass eine Einführung der gleichgeschlechtlichen Ehe die Institution der Ehe vermutlich schwächen würde. Später sagt er jedoch auch aus, dass die Einführung der gleichgeschlechtlichen Ehe das Wohlergehen gleichgeschlechtlicher Paare und ihrer Kinder vermutlich verbessern würde.
Nach den Schlussstatements der Anwälte beider Seiten endet das Stück damit, dass die vier Kläger ihre Hoffnungen für die Zukunft schildern.

## Aufführungen
8 wurde von AFER und Broadway Impact zwei Mal aufgeführt. Die Premiere fand am 19. September 2011 in New York City am Broadway statt. Eine zweite Aufführung am 3. März 2012 in Los Angeles wurde live im Internet übertragen, eine Aufzeichnung davon wurde auf YouTube zur Verfügung gestellt. Gegenüber der Premiere wurden darin einige Gerichtsszenen gestrichen und durch Gespräche und Erzählungen der klagenden Paare ersetzt, die aus ihren Aussagen vor Gericht sowie aus Medienauftritten stammen.
In beiden Aufführungen wurden viele Rollen von bekannten Schauspielern übernommen. Die Berichterstattung konzentrierte sich vor allem auf die hochkarätige Besetzung, lobte aber auch humorvolle und bewegende Szenen im Stück selbst.
Beide Aufführungen dienten zugleich als Fundraising-Veranstaltungen für AFER und sammelten Spenden in Höhe von insgesamt mehr als drei Millionen US-Dollar.
Die im Theaterstück auftretenden Personen, sowie die Schauspieler, durch die sie in den Aufführungen am Broadway und in Los Angeles gespielt wurden, sind in folgender Tabelle aufgeführt.
| Name                 | Rolle                                              | gespielt von (Broadway) | gespielt von (LA)    |
| -------------------- | -------------------------------------------------- | ----------------------- | -------------------- |
| Vaughn Walker        | Richter                                            | Bob Balaban             | Brad Pitt            |
| Theodore Olson       | Anwälte der Anklage                                | John Lithgow            | Martin Sheen         |
| David Boies          | Anwälte der Anklage                                | Morgan Freeman          | George Clooney       |
| Charles J. Cooper    | Anwalt der Verteidigung                            | Bradley Whitford        | Kevin Bacon          |
| ?                    | Urkundsbeamter                                     | Kate Shindle            | Vanessa García       |
| Kris Perry           | Kläger                                             | Christine Lahti         | Christine Lahti      |
| Sandy Stier          | Kläger                                             | Ellen Barkin            | Jamie Lee Curtis     |
| Jeff Zarrillo        | Kläger                                             | Matt Bomer              | Matt Bomer           |
| Paul Katami          | Kläger                                             | Cheyenne Jackson        | Matthew Morrison     |
| Spencer Perry        | Söhne der Klägerin                                 | Jay Armstrong Johnson   | Bridger Zadina       |
| Elliot Perry         | Söhne der Klägerin                                 | Ben Rosenfeld           | Jansen Panettiere    |
| Dr. Nancy Cott       | Zeugen der Anklage                                 | Yeardley Smith          | Yeardley Smith       |
| Dr. Gregory M. Herek | Zeugen der Anklage                                 | K. Todd Freeman         | Rory O’Malley        |
| Dr. Ilan Meyer       | Zeugen der Anklage                                 | Anthony Edwards         | Jesse Tyler Ferguson |
| Dr. Gary Segura      | Zeugen der Anklage                                 | Stephen Spinella        | James Pickens Jr.    |
| Ryan Kendall         | Zeugen der Anklage                                 | Rory O’Malley           | Chris Colfer         |
| David Blankenhorn    | Zeugen der Verteidigung                            | Rob Reiner              | John C. Reilly       |
| William Tam          | Zeugen der Verteidigung                            | Ken Leung               | George Takei         |
| Evan Wolfson         | Gründer von Freedom to Marry                       | Larry Kramer            | Cleve Jones          |
| Maggie Gallagher     | Präsidentin der National Organization for Marriage | Jayne Houdyshell        | Jane Lynch           |
| ?                    | Fernsehjournalistin                                | Campbell Brown          | Campbell Brown       |

AFER und Broadway Impact stellen das Stück für Lesungen unter gewissen Bedingungen kostenfrei zur Verfügung. Anfang 2012 waren mehr als 40 Lesungen in verschiedenen US-Bundesstaaten geplant.